# Küß mich noch einmal
Küß mich noch einmal ist ein deutsches Filmlustspiel aus dem Jahre 1956 von Helmut Weiss mit Silvio Francesco und Topsy Küppers in den Hauptrollen. 

## Handlung
Carlo und Patricia Bertini sind nicht nur ein Tanzpaar, sondern auch miteinander verheiratet. Nun aber steht ihre Ehe vor dem Aus, und der Scheidungsgrund soll eine gewisse Irina sein, die bereits auf dem Flur des Scheidungsgericht auf ihre Zeugenaussage wartet. Dabei schienen die sieben Wochen seit der Trauung für die Bertinis wie ein einziger Honeymoon! Was war geschehen? Ein kleiner Schlüsselanhänger, den Patricia Carlo zur Hochzeit geschenkt hatte, fand sich plötzlich bei Irina an, die in ein und demselben Haus wie die Bertinis wohnt. Carlo kann sich, alkoholbedingt, an nichts mehr erinnern. Die Scheidung verläuft glatt, doch haben beide Bertinis auch weiterhin noch einen Vertrag zu erfüllen: Sie sind dazu verpflichtet, als Tanzpaar an der Seite des Hazy-Osterwald-Quartetts aufzutreten. Beide Tänzer scheinen sehr unter der Trennung zwischen Tisch und Bett zu leiden, das sieht man den zwei Profis bei jedem ihrer Auftritte, die perfekte Harmonie ausstrahlen, sofort an. Auch ihr bisheriger Manager, der in der Zwischenzeit sich zu Konkurrentin Irina hingezogen fühlt und ihr Manager geworden ist, kann dies nicht übersehen. Doch Patricia will ihrem Ex-Gatten den angeblichen Seitensprung einfach nicht verzeihen. Als man im Wiesbadener Kurhotel Ambassadeur des Direktors Landinger absteigt, kommt es allmählich zu einer Entscheidung in allen amourösen Angelegenheiten.
Schlagzeuger Bob, von jeher in stiller Liebe zu Patricia entbrannt, sieht jetzt seine große Chance gekommen und versucht bei ihr zu landen. Die aber nutzt dessen Interesse und Bemühen um sie nur aus, um den still vor sich hin leidenden Carlo eifersüchtig zu machen und zugleich zu zeigen, dass sie ihn nicht braucht und auch andere Verehrer hat. Hoteldirektorstochter Biggi Landinger wiederum schmachtet den schüchternen Bob an. Von einem Ausflug mit Bob zurück, täuscht Patricia, die bei einer Bachüberquerung dank der Schusseligkeit Bobs hingefallen war, eine „schwere Verstauchung“ vor, sodass Direktor Landinger um den Auftritt der Primadonna bangen muss. Wohl oder übel müsse er in diesem Fall auf Irina zurückgreifen. Auf diesem Weg erfährt Patricia nun auch den wahren Ablauf jener verhängnisvollen „Fremdgeh“-Nacht in Irinas Schlafgemach: Es ist nichts passiert zwischen ihr und Carlo, der lediglich alkoholisiert in ihr Zimmer gestolpert war und dort seinen Rausch ausschlief. Nun aber sieht Irina ihre Chance gekommen, die mutmaßlich verletzte Patricia wenigstens als Tänzerin zu „beerben“, doch Bob und Biggi, die inzwischen zueinander gefunden haben, wollen Irinas Intrige nicht unterstützen und sperren diese kurzerhand ein, als diese anstatt Patricia auf die Bühne und tanzen will. Patricia ist „urplötzlich“ gesundet und tanzt Carlo entgegen. So findet das Happyend zwischen den beiden frisch Geschiedenen auf der Bühne vor Publikum statt.

## Produktionsnotizen
Küß mich noch einmal entstand im Frühling 1956 und wurde am 3. August 1956 in uraufgeführt.
Jörg Zorrer war Produktionsleiter, Jürgen Mohrbutter Aufnahmeleiter. Ernst Klose und H. J. Maeder schufen die Filmbauten.

## Musiktitel
Folgende Musiktitel (Komposition: Heinz Gietz, Text: Kurt Feltz) werden gespielt:
- Küß mich noch einmal (Tanz: Beguine)
- Beim Chi-Cha-Charleston (Tanz: Charleston-Foxtrott)
- Die bess’ren ält’ren Herren (Tanz: Foxtrott)
- Babatschi (Tanz: Foxtrott)

## Kritik
Im Lexikon des Internationalen Films heißt es: „Banales Lustspiel mit wenig originellen Musik- und Tanzeinlagen.“